# Mollinedia longifolia
Mollinedia longifolia är en tvåhjärtbladig växtart som beskrevs av Louis René Tulasne. Mollinedia longifolia ingår i släktet Mollinedia och familjen Monimiaceae. Inga underarter finns listade i Catalogue of Life.